# Величайший фильм из всех когда-либо проданных
«Величайший фильм из всех когда-либо проданных» (англ. POM Wonderful Presents: The Greatest Movie Ever Sold) — документальный фильм Моргана Сперлока о брендах, рекламе и продакт-плейсменте.

## Сюжет
В фильме рассказывается о том, как делаются огромные деньги на рекламе и продакт-плейсменте, как при помощи фильмов, сериалов и телешоу продвигаются бренды, кто всем этим занимается, сколько стоит такое продвижение, как относятся к этому люди и насколько такое продвижение эффективно. Авторы фильма постарались в полной мере раскрыть зрителю все аспекты этого бизнеса.
Автор задаётся вопросами: какова граница между маркетингом и искусством, возможно ли искусство без спонсорства и до каких пор автор может оставаться свободным от влияния на фильм спонсоров?

## Участники съёмок
- Джей Джей Абрамс[2], режиссёр;
- Питер Бемис, владелец Bemis/Balkind;
- Питер Бергер, режиссёр;
- Big Boi, Outkast;
- Ноам Хомский, профессор-эмерит лингвистики Массачусетского технологического института;
- Боб Гарфилд[англ.], соведущий On the Media[англ.];
- Сут Джалли[англ.], профессор коммуникаций Массачусетский университет в Амхёрсте[англ.];
- Бритт Джонсон, специалист по рекламе в области СМИ;
- Мэтт Джонсон и Ким Шифино, Matt & Kim;
- Бет Джонс, бренд-менеджер Kao;
- Жильберто Кассаб[англ.], мэр Сан-Паулу;
- Джимми Киммел, ведущий «Джимми Киммел в прямом эфире»;
- Ричард Киршенбаум[англ.], основатель Kirshenbaum Bond + Partners;
- Джо Бонд[англ.], основатель Kirshenbaum Bond + Partners;
- Дэмиан Кулаш[англ.], OK Go;
- Рик Курнит, специалист в области рекламного права;
- Майкл Левин[англ.], Levine Communications Office, Inc.;
- Мартин Линдстром[англ.], автор книги «Buyology: Увлекательное путешествие в мозг современного потребителя[англ.]»;
- Сьюзен Линн[англ.], «Дети-потребители» (англ. Consuming Kids);
- Марк Криспин Миллер[англ.], профессор медиаведения Нью-Йоркского университета;
- Регина Монтейро, руководитель Управления городского планирования Сан-Паулу;
- Ральф Нейдер[2], адвокат по защите прав потребителей;
- Бретт Ратнер[2], кинорежиссёр и продюсер;
- Эл-Эй Рид, музыкальный продюсер;
- Линда Ресник[англ.], владелица POM Wonderful[англ.];
- Тони Сейнигер, владелец Seiniger Advertising;
- Стен Шитц[2], владелец Sheetz, Inc.[англ.];
- Бен Сильверман[англ.], владелец Electus[англ.] и бывший сопредседатель NBC;
- Брайн Штейнберг, телередактор Advertising Age;
- Квентин Тарантино[2];
- Дональд Трамп;
- Мэтт Таппер, POM Wonderful[англ.];
- Дэвид Арт Уолес[англ.], маркетинговый консультант Министерства культуры Австралии;
- Роберт Вайсман, Public Citizen[англ.];
- Фарис Якоб, kbs+p;
- Линдси Зальтман, Olson Zaltman Associates.

## Спонсоры
С большинством компаний, представленных в фильме, Сперлоку подписал договоры, где были сделаны оговорки о недопустимости пренебрежительного отношения к товарным знакам, однако сохранил окончательную версию. POM Wonderful согласилась заплатить 1 миллион долларов при условии, что её фирменное наименование будет включено в название фильма и помещено на афишу — POM Wonderful Present (с англ. — «POM Wonderful представляет»), кассовые сборы составят 10 миллионов долларов, продажи DVD и скачиваний — 500 тысяч долларов, а также будет 600 миллионов «впечатлений» в СМИ. Тем не менее, совокупные кассовые сборы составили 783733 долларов, из которых 638476 долларов в национальном прокате и 145257 долларов — в международном.
Начиная с 27 апреля 2011 года город Алтуна, штат Пенсильвания, где расположена компания Sheetz, являвшаяся одним из основных спонсоров фильма, на 60 дней официально сменил название на POM Wonderful Presents: The Greatest Movie Ever Sold, Pennsylvania, чтобы помочь Сперлоку рекламировать фильм, и получил на это 25 тысяч долларов.
Упомянутые спонсоры-бренды:
- POM Wonderful[англ.]
- Amy's Kitchen[англ.]
- Ban[англ.]
- Carrera Sunglasses[англ.]
- Get It For Free Online[англ.]
- Hyatt
- JetBlue
- KDF Car Wraps[англ.]
- Merrell
- Mini
- Solstice Sunglass Boutique[англ.]
- Trident
- Carmex[англ.]
- Movietickets.com[англ.]
- Old Navy[англ.]
- Ted Baker[англ.]
- Petland Discounts[англ.]
- Seventh Generation Inc.[англ.]
- Sheetz[англ.]
- Thayers[англ.]

## Музыка
Сперлок использовал музыку дэнс-панк Matt & Kim в виде саундтрека к фильму, а их песню Cameras с альбома Sidewalks в качестве вступительной, а а сам дуэт (Мэтт Джонсон и Ким Шифино) даже выступили в качестве участников съёмок . Заглавная песня The Greatest Song I Ever Heard (с англ. — «Величайшая песня какую я когда-либо слышал») к фильму была написана рок-группой OK Go.
Альбом с саундтреками к фильму вышел в продажу в электронных магазинах 26 апреля 2011 года, а 23 августа также был выпущен на компакт-дисках. 
| №   | Название                                                          | Performer(s)                                     | Длительность |
| --- | ----------------------------------------------------------------- | ------------------------------------------------ | ------------ |
| 1.  | «CameraBuggin'»                                                   | Big Boi vs. Matt & Kim                           | 3:33         |
| 2.  | «The Greatest Song I Ever Heard»                                  | OK Go                                            | 3:57         |
| 3.  | «I'll Never Love Again»                                           | Taio Cruz                                        | 3:49         |
| 4.  | «Run On»                                                          | Moby                                             | 3:43         |
| 5.  | «Cameras»                                                         | Matt & Kim                                       | 3:33         |
| 6.  | «Sacramento»                                                      | Oxygen                                           | 3:48         |
| 7.  | «Greatest Spurlock Spoken Word (You Ever Heard)»                  | Spurlock and his People                          | 2:50         |
| 8.  | «Brand Search»                                                    | Jonathan Spurney                                 | 3:14         |
| 9.  | «Cha Cha Cha»                                                     | Eric V. Hachikian                                | 3:01         |
| 10. | «Peer Gynt Suite No. 1, Op. 46: In the Hall of the Mountain King» | Alexander Gibson & The London Festival Orchestra | 2:15         |

## Показ
Премьерный показ фильма состоялся в январе 2011 года на кинофестивале «Сандэнс». В целом в США, с 21 апреля 2011 года, прошёл ограниченный показ фильма в Бостоне, Вашингтоне, Лос-Анджелесе, Нью-Йорке, Остин, Сан-Диего, Сан-Франциско, Фениксе, Филадельфии и Чикаго. 28 апреля 2011 года фильм был показал на открытии Hot Docs Canadian International Documentary Festival.

## Оценки
На Rotten Tomatoes фильм получил 73% свежести и оценку в 6.3 из 10. А на Metacritic 66 из 100.
Кинокритик Стивен Холден назвал фильм «гораздо более занимательным, чем „Двойная порция“», а также отметил, что «мистер Спорлок, неоднократно грамотно вооружившись в фильме раскадровками, продаёт свои идеи столько бойко и умело, что Дон Дрепер» в «Безумцах просто отдыхает».